# Piz Suvretta
Piz Suvretta – szczyt w paśmie Albula-Alpen, będącym częścią Alp Retyckich (Alpy Wschodnie). Leży w południowo-wschodniej Szwajcarii, w kantonie Gryzonia, niedaleko granicy z Włochami. Wznosi się na wysokość 3144 m n.p.m.
W 1948 roku rozgrywano tu slalom w ramach V Zimowych Igrzysk Olimpijskich, odbywających się w położonym kilka kilometrów na zachód Sankt Moritz.